# Луговое (Северо-Казахстанская область)
Луговое (каз. Луговое) — село в Есильском районе Северо-Казахстанской области Казахстана. Входит в состав Заречного сельского округа. Код КАТО — 594245600.

## География
Расположено на берегу реки Ишим.

## Население
В 1999 году население села составляло 101 человек (45 мужчин и 56 женщин). По данным переписи 2009 года, в селе проживало 78 человек (34 мужчины и 44 женщины).